# Félix Vallotton
Félix Edouard Vallotton (Lausanne, 1865. december 28. – Neuilly-sur-Seine, 1925. december 29.) svájci festő, grafikus, a Nabis tagja, a modern fametszet megújítója.

## Élete, munkássága
Egy konzervatív középosztály-béli családba született Lausanne-ban, és ott végezte iskoláit is. Tizenhét éves korában Párizsba ment, ahol művészeti tanulmányokba fogott, és a Julian Akadémián tanult Jules Joseph Lefebvre-nél és Gustave Boulanger-nál. Rengeteg időt töltött a Louvre-ban, ahol Holbein, Dürer és Ingres műveit tanulmányozta és másolta; ezek a festők maradtak egész életében a példaképei. Első képein még határozottan felismerhetők az akadémikus tradíciók. „Portrait of Monsieur Ursenbach” című képét az 1885-ös Szalonon mutatta be. A következő évben saját Önarcképét állította ki (lásd alul a Művei között), amit elismeréssel fogadtak. A következő években festett, kritikákat írt a Gazette de Lausanne számára és rézkarcokat készített. 1891-ben a Salon des Indépendants-on Toulouse-Lautrec, Van Gogh, Henri Rousseau képeire figyelt fel, és ezek hatása alatt festette meg első jelentős képeit. A következő Indépendants-on Georges Seurat pointillista stílusát követve állított ki.
1891-ben készítette első fametszetét Paul Verlaine-ről. A számára új magasnyomásos technikát alkalmazó médium (az addig alkalmazott rézkarc mélynyomásos technika) megtetszett neki, és módszerét folyamatosan tökéletesítve az évtized folyamán fametszetek sorozatát készítette, amik folyóiratokban és könyvekben jelentek meg. A fametszetet, ami addig az újságillusztráció és a kereskedelmi reklám fantáziátlan eszköze volt, ő ismét a művészet szintjére emelte. Fametszetei új megoldásokat mutattak az addigi gyakorlattal szemben: a rajzok körvonalait idéző kontúrokat és hangsúlyos fekete-fehér foltokat alkalmazott nyomatain, a vonalkázós stílust nem alkalmazta. A posztimpresszionizmus és a szimbolizmus hatása mellett a japán fametszetek befolyása is felfedezhető rajtuk. Utóbbit az École des Beaux-Arts 1890-es kiállításán fedezte fel magának. Az 1896-ban megjelent Maszkok könyvét (Livres de masques), Rémy de Gourmont kötetét, egy sor szimbolista portréval illusztrálta.
Festményeire is a nagy technikai felkészültség jellemző, ugyanakkor a szinte száraz realizmus is a sajátja, amely még a meghitt jeleneteket ábrázoló képein is felfedezhető. Az 1890-es években a fametszetei is visszahatottak a festményeire: kontúrokat és – a részleteket leegyszerűsítendő – nagyobb, összefüggő színfoltokat festett. A Nabis-hoz tartozott (deklaráltan 1892-ben csatlakozott hozzájuk, és Pierre Bonnard, Ker-Xavier Roussel, Maurice Denis és Édouard Vuillard életük végéig a barátai maradtak), de stílusa mégis érezhetően más, mint ami a csoportra jellemző, ő sokkal „fakóbb” színeket használt. A korszak jellemző alkotásai az Úrnő és szolgálója és a Vörös szoba. Sokáig sajátos hangulatú zsánerképeket (A beteg), míg később inkább aprólékosan kidolgozott portrékat, női aktokat és csendéleteket festett (Akt, 1906). Nem hagyott fel az írással sem, kritikai cikkeket jelentetett meg (általában igen szigorú bírálatokat írt), de voltak színdarabjai is (ezek közül kettőt be is mutattak 1904-ben és 1907-ben).
Az első világháború kitörése után, 1914-ben, önként jelentkezett a francia hadseregbe, de életkora miatt (majdnem ötvenéves volt) nem vették fel. A háború annyira megérintette, hogy minisztériumi engedéllyel ellátogatott a champagne-i frontra, élményeit, érzéseit festményeken és egy fametszet-sorozaton örökítette meg. Utolsó éveiben csendéleteket és tájképeket festett, de még az utóbbiak is emlékezetből, műteremben készültek (Tájkép, 1918). Félix Vallotton termékeny festő volt: több mint 1700 festményt, mintegy 200 nyomatot, több száz rajzot és számos szobrot hagyott hátra 1925-ben bekövetkezett halálakor.

## Művei

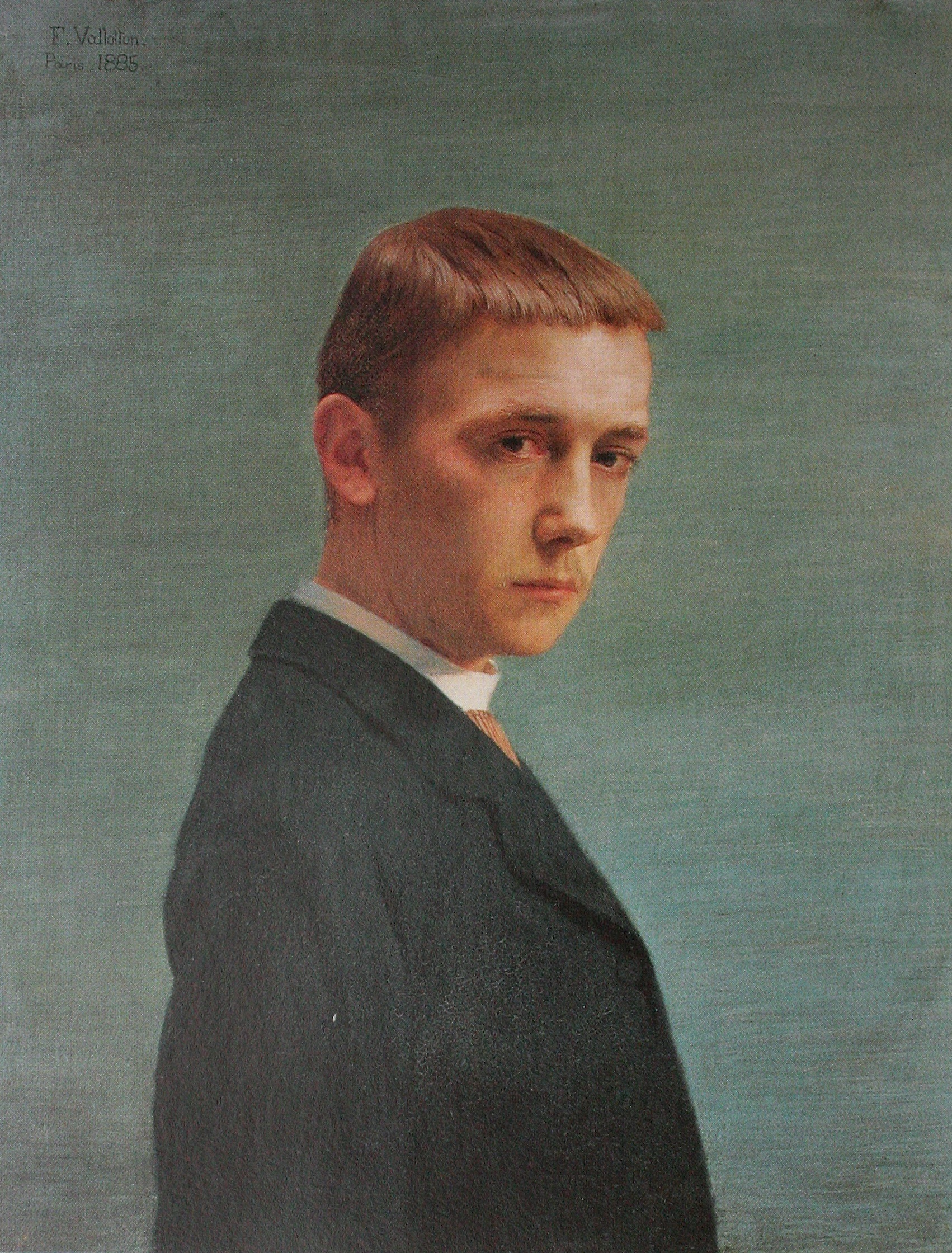
Önarcképe (1885)
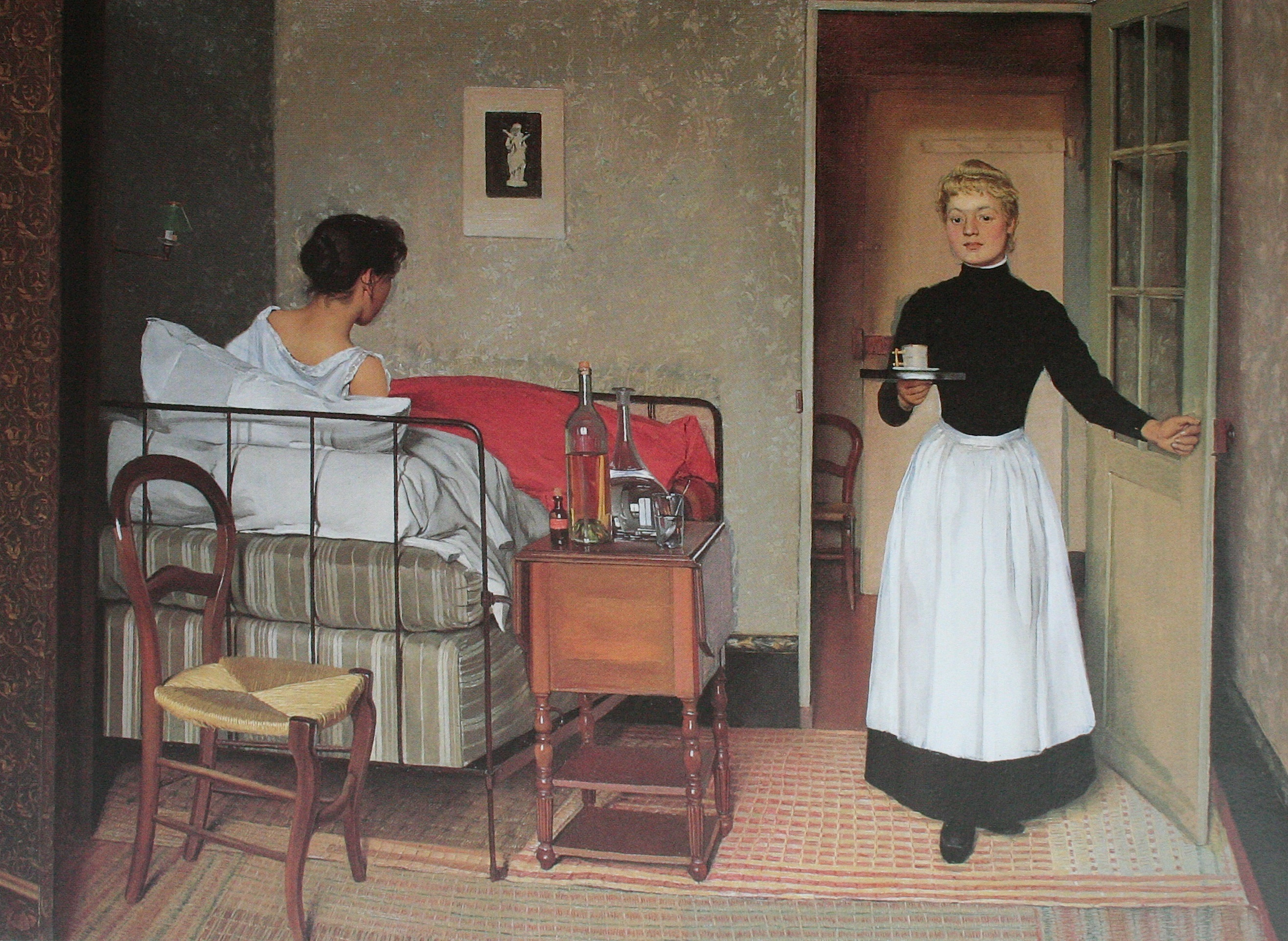
A beteg (1892)
Úrnő és szolgálója (1896)
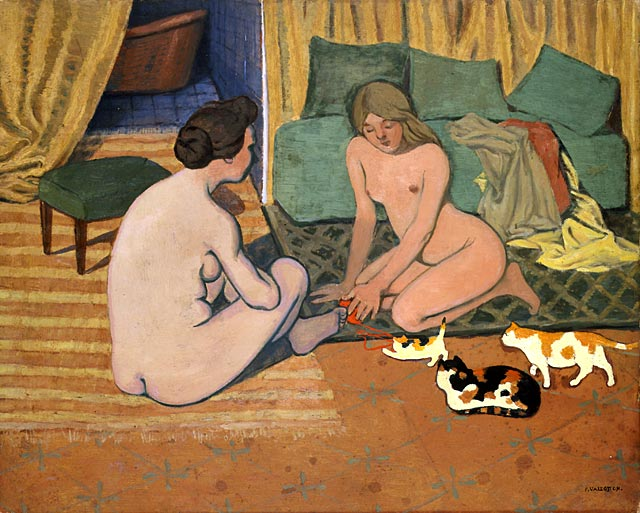
Aktok macskákkal (1898)
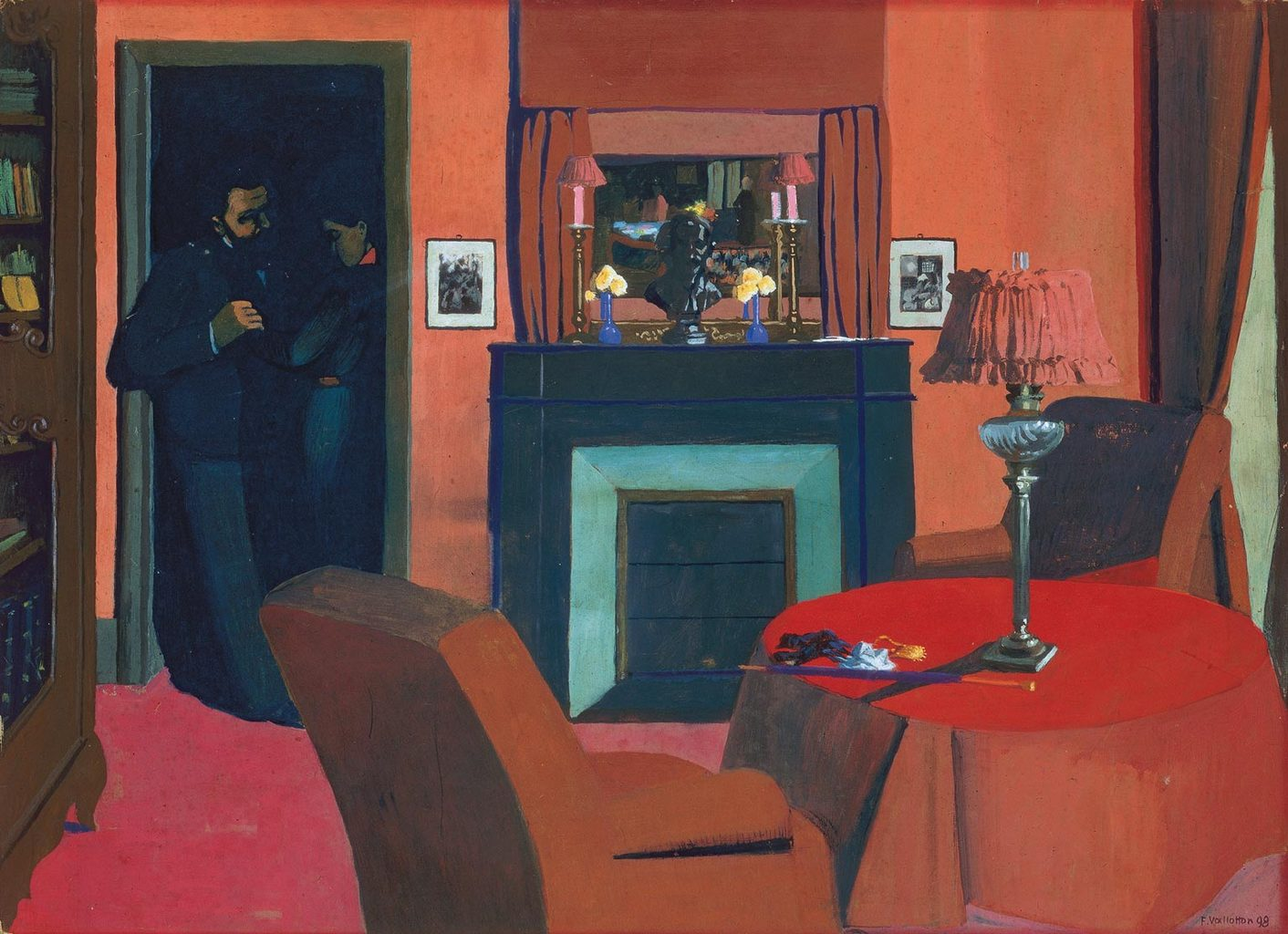
Vörös szoba (1898)
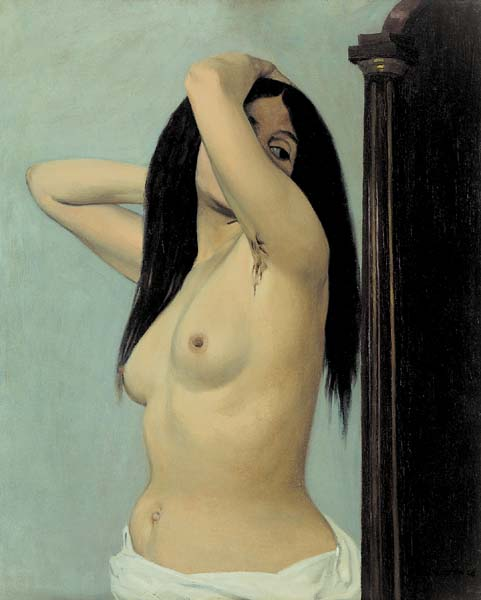
Akt (1906)
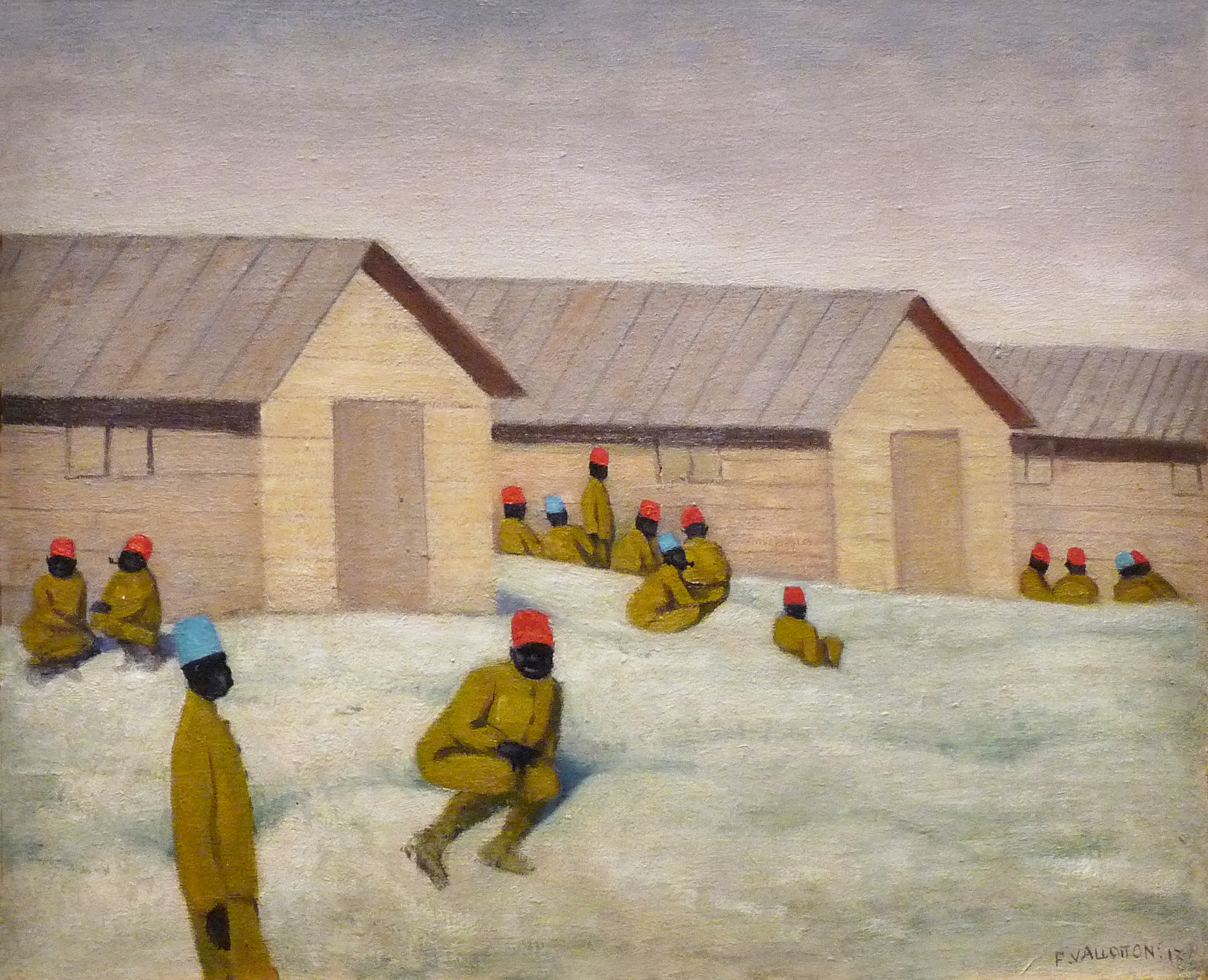
Szenegáli katonák a Mailly táborban (1917)
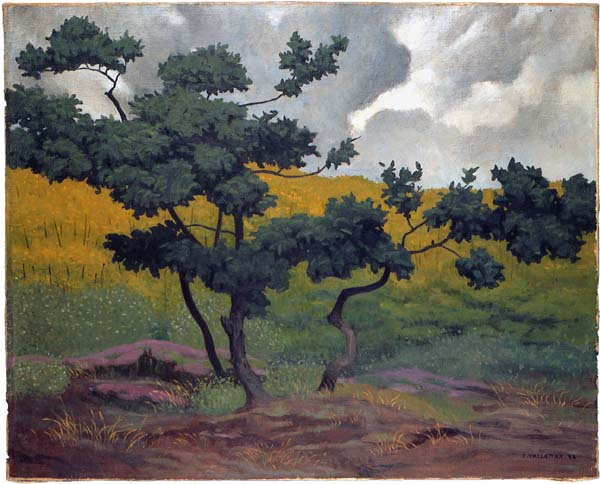
Tájkép (1918)
Mihail Bakunyin (1895)
Honoré de Balzac (1895)
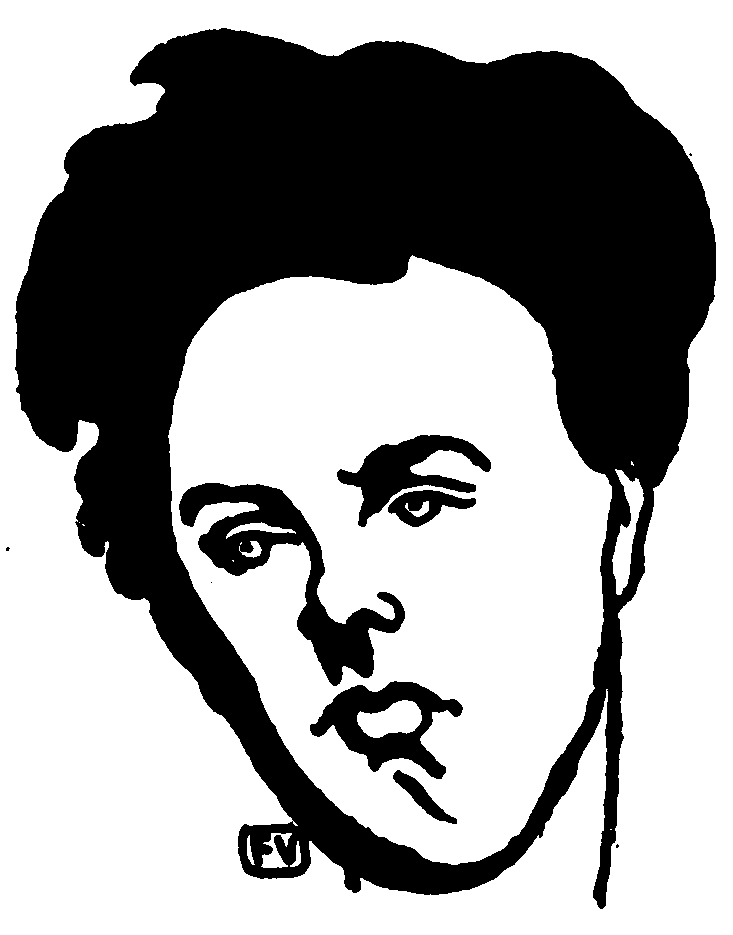
Arthur Rimbaud (1898)
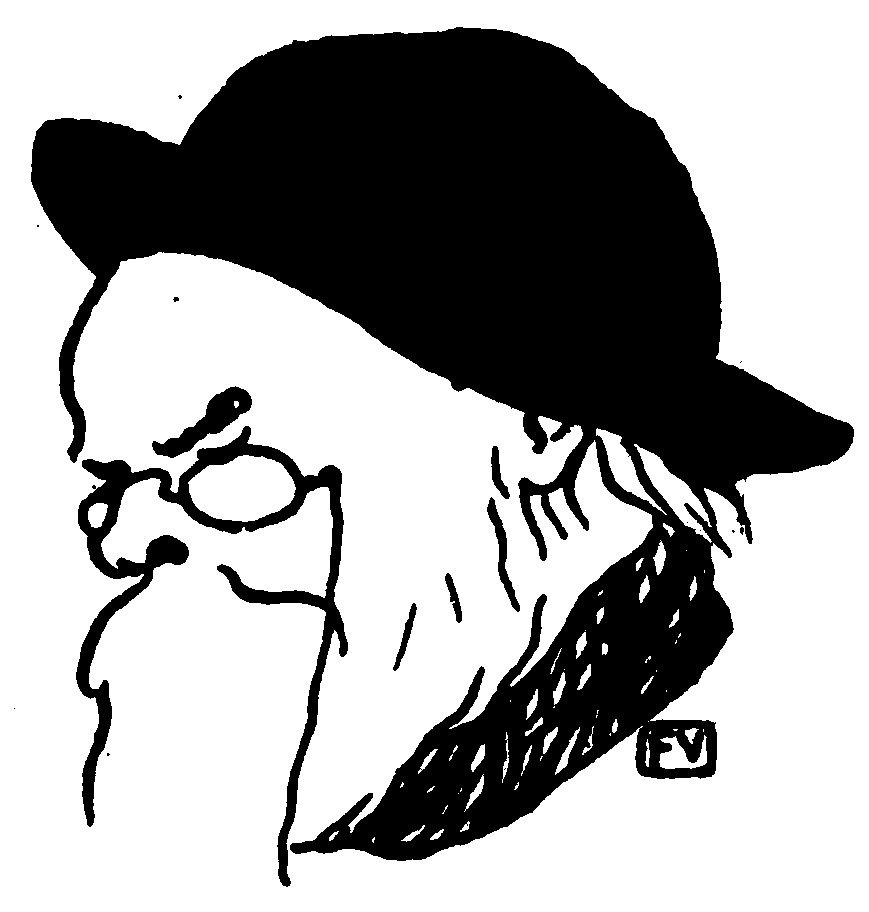
Paul Verlaine (1898)